# 大埔滘站
大埔滘站（英語：Tai Po Kau Station；粵語拼音：daai6 bou3 gaau3 zaam6）是香港九廣鐵路（英段）（今港鐵東鐵綫）一個已廢止的鐵路車站，在1910年九廣鐵路英段通車時稱為大埔站，1965年元旦改稱大埔滘站。車站拆卸後，原址重建為港鐵職員宿舍策誠軒。車站與前大埔滘水警基地，相隔一條吐露港公路。

## 歷史

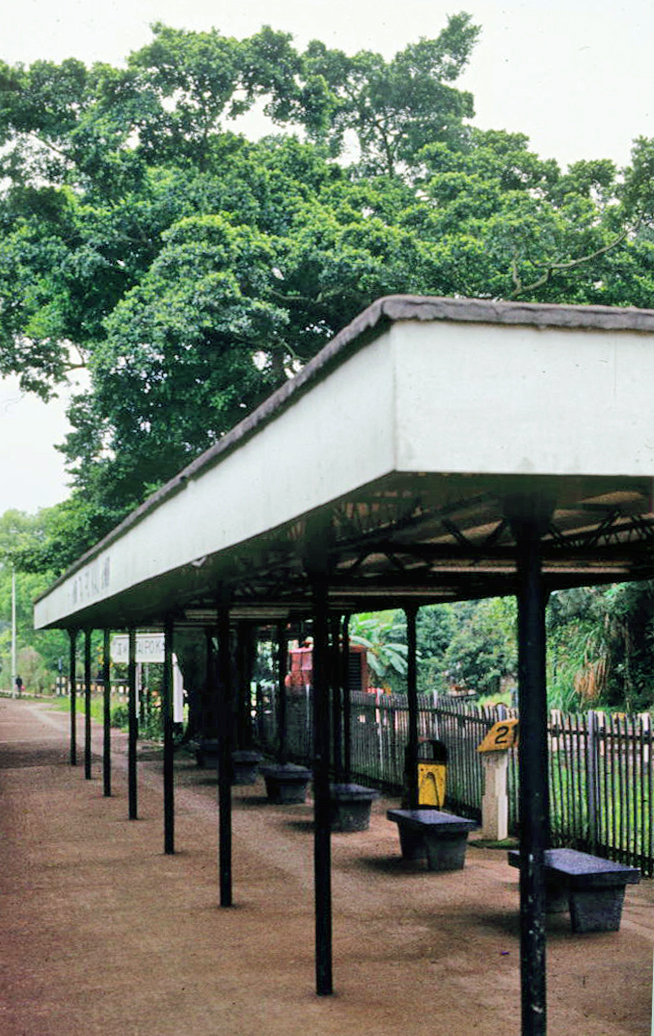
車站月台及候車棚

大埔滘站昔日是大埔區及香港九龍各處往大鵬灣一帶的重要車站，亦是一個重要交匯處，轉乘街渡經大埔海前往新界東北的離島和西貢北，稍遠的大鵬灣、鯊魚涌、迭福灣（今廣東大鵬液化天然氣接收站）等地由一艘「大鵬」號輪船往來。1970年代，隨著馬料水站（香港中文大學落成后改稱大學站）和碼頭的落成，該處的水路運輸式微。
1970年代，當九鐵構思電氣化計劃時，大埔滘站曾在初期獲納入電氣化的計劃之中。當時，保留此站的原因乃是方便附近居民出入和予市民轉乘街渡。但由於前述的街渡式微，加上推算在1991年大埔滘站的每日客流量只有1,300人左右，九廣鐵路局估計若在電氣化後保留大埔滘站的話，九鐵每年會虧損近30萬元。同時，重建車站更需要近1141萬元，因此九鐵基於成本效益考量下決定廢除此站。
1983年5月2日，九廣鐵路第二期電氣化工程完成，電氣化列車服務在當日延伸至大埔墟站，大埔滘站於同日停用。車站停用後，位於北行月台的站房及廁所建築並沒有即時拆卸，而是僅使用鐵欄柵封閉前往路軌的出口。1990年，大埔滘站車站站房及月台拆卸。車站拆卸後，大埔滘站的站牌曾移至策誠軒內保留，但1999年颱風約克襲港期間，站牌被倒塌大樹壓毀而拆卸。

## 月台
| 地面 | 側式月台                            | 側式月台 |
| 地面 | 1 九廣鐵路英段往羅湖/華段（大埔墟） |          |
| 地面 | 2 九廣鐵路英段往九龍 （沙田）       |          |
| 地面 | 側式月台                            |          |
|      |                                     |          |

## 腳註
1. ↑   (PDF). 1964-01-01  [2022-02-03]. （原始内容 (PDF)存档于2022-02-03）.
2. ↑   (PDF). 1965-01-01  [2022-02-03]. （原始内容 (PDF)存档于2022-02-03）.
3. ↑  .   [2016-11-10]. （原始内容存档于2020-03-16）.
4. ↑  .   [2016-11-10]. （原始内容存档于2017-01-12）.
5. 1 2 3  .   [2020-05-23]. （原始内容存档于2020-11-04）.
6. ↑  . 2013-09-20  [2022-02-04]. （原始内容存档于2022-02-04）.
7. ↑  (急，學術用)問九廣鐵路前車站大埔滘站於地圖上的位置 （页面存档备份，存于），Hkitalk，2009-05-29